# Koepckes heremietkolibrie
Koepckes heremietkolibrie (Phaethornis koepckeae) is een vogel uit de familie Trochilidae (kolibries). De vogel is in 1977 beschreven door John S. Weske & John W. Terborgh en als postuum eerbetoon vernoemd naar Dr. Maria Koepcke, die bijna 20 jaar lang een bijdrage leverde aan de vogelkunde in Peru. In 1971 kwam zij bij een vliegtuigongeluk om het leven.

## Kenmerken
De vogel is 13 cm lang. Het is een middelgrote kolibrie met een rechte snavel. De vogel is overwegend taankleurig en lijkt sterk op de taankleurige heremietkolibrie en de naaldsnavelheremietkolibrie. Deze heremietkolibrie heeft echter geen witte veren op de borst en buik en heeft een donkerbruine keel en een witte baardstreep.

## Verspreiding en leefgebied
Deze soort is endemisch in Peru. Het leefgebied is de ondergroei van groenblijvend tropisch bos in laagland en heuvelland tussen de 450 en 1300 meter boven zeeniveau. Dit type leefgebied wordt bedreigd door ontbossingen, waarbij natuurlijk bos moet plaats maken voor oliepalmplantages en weidegronden voor vee. Daarom staat deze kolibrie als gevoelig op de Rode Lijst van de IUCN.

## Status
De grootte van de populatie wordt geschat op 6-15 duizend volwassen vogels. Op de Rode lijst van de IUCN heeft deze soort de status gevoelig.  